# 尾叶异形木
尾叶异形木（学名：Allomorphia urophylla）为野牡丹科异形木属下的一个种。